# WPBF
Світова федерація професійного боксу (англ. World Professional Boxing Federation (WPBF)) — боксерська організація заснована 2001 р., яка санкціонує боксерські бої і надає звання чемпіона світу.

## Чемпіони світу версії WPBF

### Список чемпіонів-чоловіків
| Вагова категорія:       | Боксер:            | Дата перемоги:  |
| ----------------------- | ------------------ | --------------- |
| Мінімальна вага         | вакансія           |                 |
| Перша найлегша вага     | Ronquillo Salvador | 28 березня 2009 |
| Найлегша вага           | вакансія           |                 |
| Друга найлегша вага     | вакансія           |                 |
| Легша вага              | Mark Quon          | 25 вересня 2009 |
| Друга легша вага        | вакансія           |                 |
| Напівлегка вага         | Michael Farenas    | 03 жовтня 2009  |
| Друга напівлегка вага   | вакансія           |                 |
| Легка вага              | вакансія           |                 |
| Перша напівсередня вага | Albert Mensah      | 31 липня 2010   |
| Напівсередня вага       | Joshua Okine       | 31 липня 2010   |
| Перша середня вага      | Hector Camacho     | 18 липня 2010   |
| Середня вага            | вакансія           |                 |
| Друга середня вага      | вакансія           |                 |
| Напівважка вага         | Braimah Kamoko     | 31 липня 2010   |
| Перша важка вага        | вакансія           |                 |
| Важка вага              | вакансія           |                 |

### Список чемпіонів-жінок
| Вагова категорія:       | Боксер:          | Дата перемоги:  |
| ----------------------- | ---------------- | --------------- |
| Мінімальна вага         | вакансія         |                 |
| Перша найлегша вага     | вакансія         |                 |
| Найлегша вага           | вакансія         |                 |
| Друга найлегша вага     | вакансія         |                 |
| Легша вага              | вакансія         |                 |
| Друга легша вага        | вакансія         |                 |
| Напівлегка вага         | вакансія         |                 |
| Друга напівлегка вага   | вакансія         |                 |
| Легка вага              | вакансія         |                 |
| Перша напівсередня вага | Chris Namus      | 13 лютого 2010  |
| Напівсередня вага       | Anna Ingman      | 04 вересня 2009 |
| Перша середня вага      | Elizabeth Mooney | 01 грудня 2007  |
| Середня вага            | Aasa Sandell     | 15 вересня 2007 |
| Друга середня вага      | вакансія         |                 |
| Напівважка вага         | вакансія         |                 |
| Перша важка вага        | вакансія         |                 |
| Важка вага              | вакансія         |                 |